# دولنو دریانووو
دولنو دریانووو (به بلغاری: Dolno Dryanovo) یک منطقهٔ مسکونی در بلغارستان است که در شهرستان گارمن واقع شده‌است.
 دولنو دریانووو ۱۳٬۴۹۷ کیلومتر مربع مساحت و ۱٬۲۵۳ نفر جمعیت دارد و ۷۰۲ متر بالاتر از سطح دریا واقع شده‌است.